# Léonard Kweuke
Leony Léonard Kweuke (* 12. červenec 1987, Yaoundé, Kamerun) je kamerunský fotbalový útočník momentálně působící v tureckém klubu Çaykur Rizespor. Silný hráč do pokutového území, výborný hlavičkář. Je příbuzný s jiným kamerunským útočníkem Samuelem Eto'o.

## Klubová kariéra
Kweuke s fotbalem začínal v rodném Yaoundé, konkrétně v týmu Inter Stars Yaoundé. Po sezoně však přestoupil na pět let do Cintra Yaoundé, kde v 92 zápasech vstřelil 49 branek. V následujících letech prošel několika týmy v Íránu, Německu a Slovensku, než v létě 2010 přišel do pražské Sparty.

### Eintracht Frankfurt
V zimní přestávce sezony 2008/09 přišel z Dunajské Stredy na půlroční hostování do německého bundesligového klubu Eintracht Frankfurt jako náhrada za zraněného Ioannise Amanatidise. Zde odehrál v období mezi 31. lednem 2009 a 21. březnem pouze 6 utkání, postupně proti Hertě Berlín, 1. FC Köln, Wolfsburgu, FC Schalke 04, FC Schalke 04, Arminii Bielefeld a Bayeru Leverkusen. Střelecky se neprosadil.

### FC Energie Cottbus
Sezonu 2009/10 hostoval v německém druholigovém klubu FC Energie Cottbus. Nastřílel zde celkem 5 branek během 29 zápasů. Prosadil se dvakrát proti Rot Weiss Ahlen (ve dvou rozdílných zápasech vstřelil po jedné brance) a jednou proti Unionu Berlín, St. Pauli a Kaiserslauternu.

### AC Sparta Praha

#### Sezóna 2010/11
Léonard Kweuke zahájil ročník 2010/11 v pražském klubu. Půlroční hostování se změnilo v přestup v lednu 2011, kdy s ním Sparta Praha podepsala 3,5letou smlouvu. Zároveň s ním přišel (na hostování) i jeho kamerunský krajan Martin Abena.
8. července 2010 nastoupil v dresu Sparty k historicky prvnímu zápasu Českého Superpoháru, který sehrávají mistr ligy a vítěz národního poháru uplynulého ročníku. Na hřišti strávil 82 minut, poté byl vystřídán Milošem Lačným. AC Sparta Praha v zápase porazila Viktorii Plzeň 1:0 a získala novou trofej. První gól v dresu Sparty si připsal 25. října 2010 v ligovém utkání proti domácímu Slovanu Liberec, když v 83. minutě vyrovnával na 1:1. Sparta zápas vyhrála 2:1.
V přípravném zápase proti gruzínskému klubu FC Zestafoni (únor 2011, turnaj Marbella Cup ve Španělsku) vstřelil hattrick.
28. února 2011 (18. ligové kolo) vstřelil kamerunský útočník 2 góly domácímu Baníku Ostrava, utkání skončilo výsledkem 0:2 pro hosty. Ve 23. kole sezóny 2010/11 v domácím utkání 11. dubna 2011 proti Slavii Praha vstřelil Léonard v rozmezí dvou minut opět 2 góly a zajistil tak Spartě výhru 2:0 nad svým městským rivalem. První gól padl v 10. minutě. Ligovou sezónu 2010/11 ukončil se 14 vstřelenými góly během 27 zápasů.

#### Sezóna 2011/12
29. srpna 2011 (5. kolo) zařídil dvěma góly výhru Sparty nad domácí Viktorií Plzeň (výhra Sparty 2:0). Prosadil se v 5. a 29. minutě. Ve 25. kole ligové sezóny 2011/12 vstřelil v domácím utkání proti Teplicím v rozmezí dvou minut 2 góly a zajistil tak letenskému týmu remízu 2:2, přičemž Sparta prohrávala ještě v 80. minutě 0:2. Tehdy se Kweuke poprvé trefil, když prostřelil teplického brankáře Grigara a vzápětí nůžkami vyrovnal, když k němu propadl dlouhý aut vhozený z pravé strany.
V předkole evropské ligy 28. července 2011 proti FK Sarajevo si Kweuke připsal další hattrick v dresu Sparty. Gól na 1:0 v 5. minutě vstřelil hlavou po centru Marka Matějovského z rohového kopu. V 69. minutě dorážel do odkryté brány centr Václava Kadlece (gól na 3:0). V nastaveném čase dovršil hattrick přesnou hlavičkou po centru Jakuba Podaného (gól na 5:0).
V ligové sezóně 2011/12 vstřelil celkem 11 gólů během 26 zápasů.

#### Sezóna 2012/13
V ligové sezoně 2012/13 se poprvé střelecky prosadil hned v 1. kole 28. července 2012 proti domácí Dukle Praha, když 2 minuty před koncem zápasu zařídil remízu 1:1. V srpnu 2012 odmítla Sparta hráče prodat do tureckého klubu Trabzonspor, který za Kweukeho nabízel cca 125 000 000 Kč. V říjnu 2012 účinkoval společně s Vlastimilem Vidličkou a Manuelem Pamićem ve videoklipu, kterým Sparta Praha oslovila mimopražské fanoušky.
11. listopadu 2012 vsítil 2 góly hostující Zbrojovce Brno. První branku vstřelil v 50. minutě po centru Manuela Pamiće, druhý zásah přidal v 90. minutě. 4. února 2013 se v zimní ligové přestávce střelecky prosadil v přípravném utkání během soustředění ve Španělsku proti ruskému klubu FK Krasnodar, jeho gól však nestačil ani na remízu, Sparta prohrála 2:3. 16. dubna 2013 se dvěma góly podílel na vítězství Sparty 4:2 nad Sigmou Olomouc v odvetném zápase čtvrtfinále českého poháru 2012/13. Pražský klub po dvou shodných výsledcích 4:2 postoupil do semifinále. 20. dubna rozhodl svým gólem o vítězství Sparty 1:0 nad Baníkem Ostrava, na hřiště se dostal v 61. minutě. 8. května 2013 v utkání Poháru České pošty AC Sparta Praha–FK Mladá Boleslav (1:2) zranil šlapákem boleslavského obránce Radka Dosoudila, který utrpěl zlomeninu holenní kosti, což ho vyřadilo na několik měsíců ze hry. Kweuke dostal exemplární trest zákazu startu ve 12 zápasech, což byl nejvyšší udělený trest v historii českých profesionálních fotbalových soutěží.
V základní skupině I Evropské ligy 2012/13 byla Sparta Praha přilosována k týmům Olympique Lyon (Francie), Ironi Kirjat Šmona (Izrael) a Athletic Bilbao (Španělsko). V prvním utkání Sparty 20. září 2012 proti domácímu Lyonu odehrál kamerunský útočník kompletní počet minut, pražský klub podlehl soupeři 1:2. 4. října v domácím utkání proti finalistovi Evropské ligy předešlého ročníku Athletic Bilbao kvůli zdravotním potížím nenastoupil, Sparta přesto zvítězila 3:1 a připsala si první 3 body do tabulky. 25. října 2012 hrál v zápase s izraelským týmem Ironi Kirjat Šmona do 62. minuty, pak jej střídal na hřišti Bekim Balaj. Sparta Praha si připsala další tři body za výhru 3:1, s celkovými 6 si upevnila druhé místo v tabulce základní skupiny za Lyonem. 8. listopadu 2012 v odvetě s Ironi Kirjat Šmonou v Izraeli (hrálo se na stadionu v Haifě) nastoupil v základní sestavě. Ve 24. minutě vstřelil gól na 1:1, když pohotově přeloboval brilantní střelou z cca 40 metrů špatně postaveného brankáře Amose. Ten se ani nepokusil gólu zabránit. Tímto výsledkem zápas skončil, Kweukeho střídal na hřišti v 79. minutě albánský legionář Bekim Balaj. 22. listopadu nastoupil do domácího zápasu s Lyonem, který skončil remízou 1:1. Tento výsledek posunul Spartu Praha již před posledními zápasy základní skupiny do jarní vyřazovací části Evropské ligy z druhého místa (první místo si zároveň zajistil Lyon). Poslední zápas základní skupiny I proti domácímu Bilbau absolvoval v základní sestavě 6. prosince 2012, díky remíze 0:0 pražský celek získal ve skupině celkem 9 bodů. Do jarního šestnáctifinále byl Spartě přilosován anglický velkoklub Chelsea FC, Kweuke nastoupil 14. února 2013 v Praze na hřiště v 76. minutě, pražský celek podlehl doma soupeři 0:1 gólem mladého brazilského fotbalisty Oscara. O týden později nastoupil v závěru utkání v odvetě na Stamford Bridge, Sparta dlouho vedla 1:0, ale naději na prodloužení neudržela, ve druhé minutě nastaveného času inkasovala vyrovnávací gól na 1:1 z kopačky Edena Hazarda a z Evropské ligy vypadla.

### Çaykur Rizespor
V létě 2013 přestoupil za 2 miliony eur do tureckého Çaykuru Rizespor. Zkraje sezóny však nemohl hrát, neboť disciplinární trest za šlapák na Dosoudila se v rámci soutěží UEFA přenesl i do zápasů turecké ligy Süper Lig.

## Reprezentační kariéra
V A-mužstvu Kamerunu debutoval 3. září 2011 v zápase proti Mauriciu. Kweuke se dostal na hřiště na začátku druhého poločasu a v 63. minutě otevíral hlavou skóre utkání, které skončilo jasným vítězstvím kamerunského celku 5:0.
Byl nominován na Africký pohár národů 2015.

### Reprezentační góly
Góly Léonarda Kweukeho za A-mužstvo Kamerunu
| 010                   | 3. 9. 2011   | Stade Ahmadou Ahidjo, Yaoundé, Kamerun    | Mauricius        | 01:0 0(63.) | 5:0 | Kvalifikace na APN 2012 |
| 02                    | 11. 10. 2011 | Nuevo Estadio de Malabo, Rovníková Guinea | Rovníková Guinea | 00:1 0(13.) | 1:1 | přátelské utkání        |
| Platí k 6. lednu 2014 |              |                                           |                  |             |     |                         |